# John William Gregg
John William Gregg (New Hampshire, 8 de janeiro de 1880 — Berkeley, 1969) foi um professor da Universidade da Califórnia que se notabilizou no campo do paisagismo e do planeamento urbano.

## Biografia
Gregg nasceu e passou a sua infância numa pequena quinta da região rural de New Hampshire.
Formou-se em 1904 com um bacharelato em ciências (B.S.) na Faculdade de Agricultura da Universidade de Massachusetts (University of Massachusetts Agricultural College) e em simultâneo com um bacharelato em artes (B.A.) na Universidade de Boston (Boston University).
No início da sua carreira trabalhou no Missouri, Texas, Nebraska, New Jersey e Pennsylvania, onde ingressou nos estudos graduados de paisagismo (Landscape Architecture Program) do Pennsylvania State College, mudando-se pouco depois para a Califórnia, para onde em 1913 acompanhou  Thomas Forsythe Hunt, ao tempo deão do Colégio, que entretanto se transferira para a Universidade da Califórnia em Berkeley, onde iniciou o programa de paisagismo.
A partir de 1913 passou a colaborar no programa de Paisagismo da Universidade da Califórnia em Berkeley, tendo ali servido como professor de arquitectura paisagista entre 1913 e 1947 e como primeiro director e fundador da Divisão de Paisagismo, Jardinagem e Floricultura (Division of Landscape Gardening and Floriculture) desde 1913 até se aposentar em 1947. Gregg foi influente no desenvolvimento paisagístico do campus de  Berkeley, projectando em 1926 o seu arranjo paisagístico geral, e foi membro activo da Berkeley Park Commission (Comissão de Parques de Berkeley) e de outros grupos interessados no desenvolvimento do paisagismo e do planeamento urbano na Califórnia.
Gregg projectou as localidade de Delhi e Ballico, ambas na Califórnia, concebendo-as como comunidades agrárias modelo para o século XX.
Em colaboração com o arquitecto William Hays, concebeu a estrutura original, no estilo Beaux-Arts, que está na base do plano director do campus da Universidade da Califórnia em Davis (UC Davis), concluindo o projecto no princípio da década de 1920. Também colaborou no projecto de paisagismo do campus de Los Angeles da Universidade da Califórnia (UCLA), realizado em 1930. Colaborou com o Bureau of Reclamation na realização do projecto do "All-American Canal" no Imperial Valley, em 1935.
Em colaboração com Thomas Harper Goodspeed, então director do Jardim Botânico da Universidade da Califórnia, planeou e executou a transferência daquele jardim botânico da sua localização inicial no centro do campus para uma nova localização e concebeu e projectou as novas estruturas.
Em 1949 recebeu o grau de doutor honoris causa pela sua Universidade de Massachusetts (University of Massachusetts).